# Fake star
『fake star』（フェイク スター）は、2007年9月12日に発売の平井堅の27枚目のシングル。発売元はデフスターレコーズ。

## 概要
- 前作「君の好きなとこ」から7ヶ月後にリリースのシングルであり、2007年度の3枚目のシングルになる。
- 表題曲「fake star」は明治製菓「Fran」CM曲。「POP STAR」の歌詞が一部登場する。
- プラハで撮影されたというミュージック・ビデオでは、現地の女性とのセクシー・シーンがあり、発売前からマスメディアで取り上げられて話題となった。

## 収録曲
| 全作詞・作曲: 平井堅。 |                                          |        |            |                          |      |
| #                      | タイトル                                 | 作詞   | 作曲・編曲 | 編曲                     | 時間 |
| 1.                     | 「fake star」                            | 平井堅 | 平井堅     | URU                      | 3:44 |
| 2.                     | 「fake star〜Ken's swingin' jazz〜」     | 平井堅 | 平井堅     | URU                      | 4:31 |
| 3.                     | 「POP STAR×fake star (MASH UP version)」 | 平井堅 | 平井堅     | metalmouse（リミックス） | 5:10 |
| 4.                     | 「fake star」(instrumental)              | 平井堅 | 平井堅     |                          | 3:41 |

## 関連作品
- fake star
  - FAKIN' POP
- fake star 〜Ken's Swingin' Jazz　Version〜
  - アルバム未収録
- POP STAR × fake star （MASH UP）
  - アルバム未収録
- POP STAR （Original Version）
  - POP STAR　（23rd シングル）
  - Ken Hirai 10th Anniversary Complete Single Collection '95-'05 歌バカ
  - FAKIN' POP
- POP STAR 〜winter lover version〜
  - 哀歌（エレジー）　（25th シングル）